# 天河新天地
天河新天地，原為日之泉天河中央广场，位于中华人民共和国广东省广州市天河区天源路5号，天河客运站旁，是商业、办公、娱乐等功能于一体的大型設施。 由中国世名地产集团开发。